# Prințesa Elena de Nassau
Prințesa Helena de Nassau (germană Prinzessin Helene Wilhelmine Henriette Pauline Marianne von Nassau-Weilburg; 18 august 1831 – 28 octombrie 1888) a fost fiica lui William, Duce de Nassau și prima soție a lui George Victor, Prinț de Waldeck și Pyrmont.

## Primii ani
Helena s-a născut la Wiesbaden, Ducatul de Nassau ca al nouălea copil al Ducelui de Nassau (1792–1839) și al celei de-a doua soții, Prințesa Pauline de Württemberg (1810–1856), care era fiica Prințului Paul de Württemberg. A fost rudă îndepărtată a familiei regale britanice atât prin tată cât și prin mamă, ambii descendenți ai regelui George al II-lea al Marii Britanii.
Printre nepoții ei se numără:
- Pauline, Prințesă de Wied (1877–1965), ultimul membru al Casei de Württemberg.
- Wilhelmina a Țărilor de Jos (1880–1962), regină a Țărilor de Jos.
- Prințesa Alice, Contesă de Athlone (1883–1981)
- Charles Edward, Duce de Saxa-Coburg și Gotha (1884–1954), ultimul Duce de Saxa-Coburg și Gotha.
- Josias, Prinț Ereditar de Waldeck și Pyrmont (1896–1967)
- George Louis, Prinț de Erbach-Schönberg (1903–1971)

## Căsătorie și familie
Prințesa Helena s-a căsătorit la 26 septembrie 1853 la Wiesbaden cu George Victor, Prinț de Waldeck și Pyrmont.
Au avut șapte copii:
- Prințesa Sophie (27 iulie 1854 – 5 august 1869); a murit de tuberculoză la 15 ani.
- Prințesa Pauline (19 octombrie 1855 – 3 iulie 1925) s-a căsătorit cu Alexis, Prinț de Bentheim și Steinfurt.
- Prințesa Marie (23 mai 1857 – 30 aprilie 1882) s-a căsătorit cu regele Wilhelm al II-lea de Württemberg.
- Prințesa Emma (2 august 1858 – 20 martie 1934) s-a căsătorit cu regele Willem al III-lea al Țărilor de Jos. Actuala familie olandeză descinde din această căsătorie.
- Prințesa Helena (17 februarie 1861 – 1 septembrie 1922) s-a căsătorit cu Prințul Leopold, Duce de Albany.
- Prințul Friedrich (20 ianuarie 1865 – 26 mai 1946), ultimul prinț de Waldeck și Pyrmont s-a căsătorit cu Prințesa Bathildis de Schaumburg-Lippe.
- Prințesa Elisabeta (6 septembrie 1873 – 23 noiembrie 1961) s-a căsătorit cu Alexander, Prinț de  Erbach-Schönberg.